# Variada

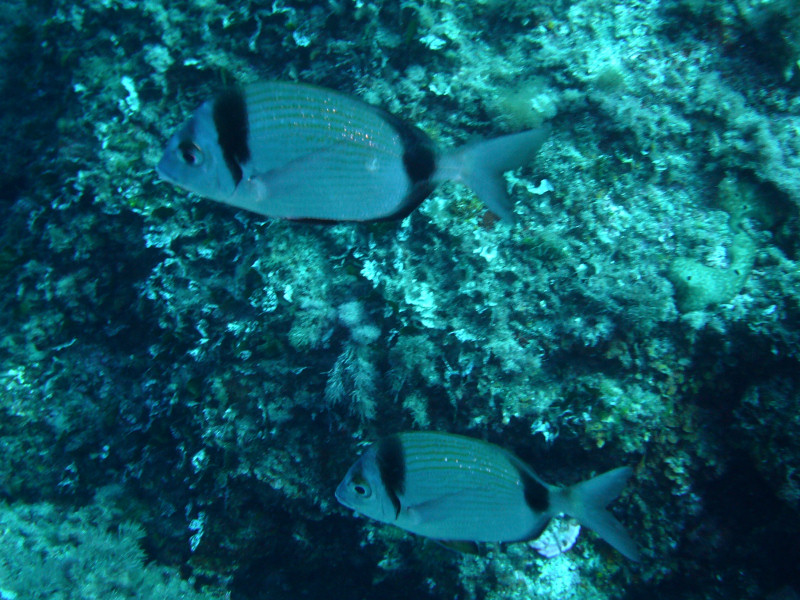
Exemplars fotografiats a Portofino (Itàlia)

La variada, verada o vidriada (Diplodus vulgaris) és un peix teleosti de la família dels espàrids i de l'ordre dels perciformes freqüent a les costes del mar Mediterrani.

## Morfologia
- Pot arribar als 45 cm de llargària total[5] i assolir els 1.300 g de pes.[6]
- Cos alt, ovalat i comprimit lateralment.
- El perfil cefàlic és recte o una mica còncau.
- El morro és agut i la boca és una mica protràctil i disposa d'incisius i molars.
- L'aleta dorsal és llarga. Les pectorals, llargues i punxegudes, arriben fins als radis tous de la dorsal. Les pèlviques i l'anal són petites. La caudal és escotada.
- El dors és de color marró. Els costats són platejats amb 7-9 línies longitudinals daurades.
- Té una taca negra molt grossa a la part posterior del cap (des de la línia dorsal fins a l'angle de l'opercle).
- Té una altra taca negra a la base del peduncle caudal (present, d'altra banda, a tot el gènere).
- Aletes ventrals negres i costats amb bandes blaves i daurades.[7]

## Reproducció
És hermafrodita proteràndric. Als 2 anys, i quan fa 17 cm, ja és madur sexualment. Es reprodueix durant la tardor. Els ous i les larves són planctòniques.

## Alimentació
És omnívor: menja crustacis, cucs, mol·luscs i algues.

## Hàbitat
És una espècie litoral costanera que viu als rompents, als ports i a fons rocallosos fins als 100 metres, però es troba principalment entre els 2 metres i els 25 metres. Pot trobar-se a praderies i a fons sorrencs.

## Distribució geogràfica
Es troba a les costes de l'Atlàntic oriental (des de la Mar Cantàbrica fins a Cap Verd i les Illes Canàries, i, també, des d'Angola fins a Sud-àfrica), de la Mediterrània i de la mar Negra.

## Costums
- És una espècie gregària que forma moles molt nombroses i sedentàries, fins i tot amb altres espàrids.
- A zones amb fort pendent forma moles molt nombroses en aigües lliures.[11]

## Pesca
Es captura amb tremalls, volantí i palangre.